# Шелдон, Льюис
Льюис Пендлтон Шелдон (англ. Lewis Pendleton Sheldon; 9 июня 1874, Ратленд (Вермонт), США — 18 февраля 1960, Биарриц, Франция) — американский легкоатлет, двукратный бронзовый призёр летних Олимпийских игр 1900.
На Играх Шелдон участвовал в четырёх прыжковых дисциплинах. В тройном прыжке он занял третье место с результатом 13,64 м. В прыжке в высоту с места он снова занял третье место, преодолев высоту 1,50 м. В остальных прыжковых соревнования с места — в длину и тройной — он занимал четвёртые места.
Его младший брат Ричард Шелдон также соревновался на тех Играх, и стал их чемпионом в толкании ядра.